# Projet Earth BioGenome

Le projet Earth BioGenome (« Biogénome terrestre ») ou EBP (pour l'anglais Earth BioGenome Project) est un projet international visant à séquencer le génome de l'ensemble des espèces connues de la planète.
Extrêmement ambitieux, le projet Earth BioGenome (EBP) est préparé dès novembre 2015 et présenté à Washington en février 2017 au BioGenomics2017, une réunion sur la génomique de la biodiversité organisée par la Smithsonian Institution et le BGI Group (en). Selon ses auteurs cela coûterait plusieurs milliards de dollars, mais pas plus que la somme dépensée pour financer l'ensemble des démarches effectuées pour séquencer le génome humain. 
L'EBP pourrait inclure les projets cités plus haut, mais plusieurs défis sont à relever : outre que le budget d'un tel projet serait sans doute plus difficile à réunir que celui qui a été  nécessaire pour étudier le génome humain, il faudrait aussi trouver de l'ADN de qualité pour chaque échantillon à analyser, et l'associer à des métadonnées que les musées ne possèdent pas toujours (lieu exact du prélèvement, description fine de l'organisme, etc.). Des normes d'échantillonnage seraient à mettre en place avant l'opération. 

Le Global Genome Biodiversity Network pourrait fournir à partir du réseau des muséums et banques biologiques une partie de l'ADN nécessaire, mais dans bien des cas il faudrait retourner dans la nature retrouver des spécimens vivants et en rapporter des biopsies ou sources d'ADN convenablement préparées pour ne pas contaminer les échantillons. C'est un travail qui pourrait être plus couteux que les analyses génétique elles-mêmes.  Harris Lewin (spécialiste en génomique évolutionniste de l'Université de Californie estime qu'une première étape vers cet objectif audacieux serait l'analyse génomique précise d'un membre de chaque famille d'eucaryote (environ 9000 en tout comprenant des plantes, des animaux et des organismes unicellulaires). Ensuite un séquençage moins précis pourrait concerner une espèce choisie dans chacun des 150 000 à 200 000 genres, et enfin porter via un séquençage à basse résolution sur une partie du génome des 1,5 million d'espèces eucaryotes connues restant (avec possibilité d'affiner le séquençage pour des espèces d'intérêt particulier). 

Selon ses auteurs un parallèle peut être fait entre ce projet d'EBP et le Human Genome Project qui il y a trois décennies était tout aussi ambitieux, controversé et, à l'époque « techniquement impossible », mais qui a néanmoins abouti et qui est devenu la base d'une industrie valant aujourd'hui environ 20 milliards de dollars.
En 2024, le projet Earth BioGenome n'a toujours pas réuni les milliards de dollars nécessaires et accuse des années de retard. Lors d'une réunion qui s'est tenue en octobre, ses organisateurs annoncent cependant que ses partenaires du monde entier ont déjà séquencé 3 000 génomes appartenant à 1 060 familles d'eucaryotes, et qu'ils sont en bonne voie pour atteindre 10 000 espèces (l'objectif de la première phase du projet) d'ici 2026.